# Wickremasinghe Wimaladasa
Wickramesinghe Wimaladasa (né le 29 août 1943) est un athlète srilankais, spécialiste du 400 m.
Il remporte le titre lors des Jeux asiatiques de 1974.